# Hubert von Tiele-Winckler

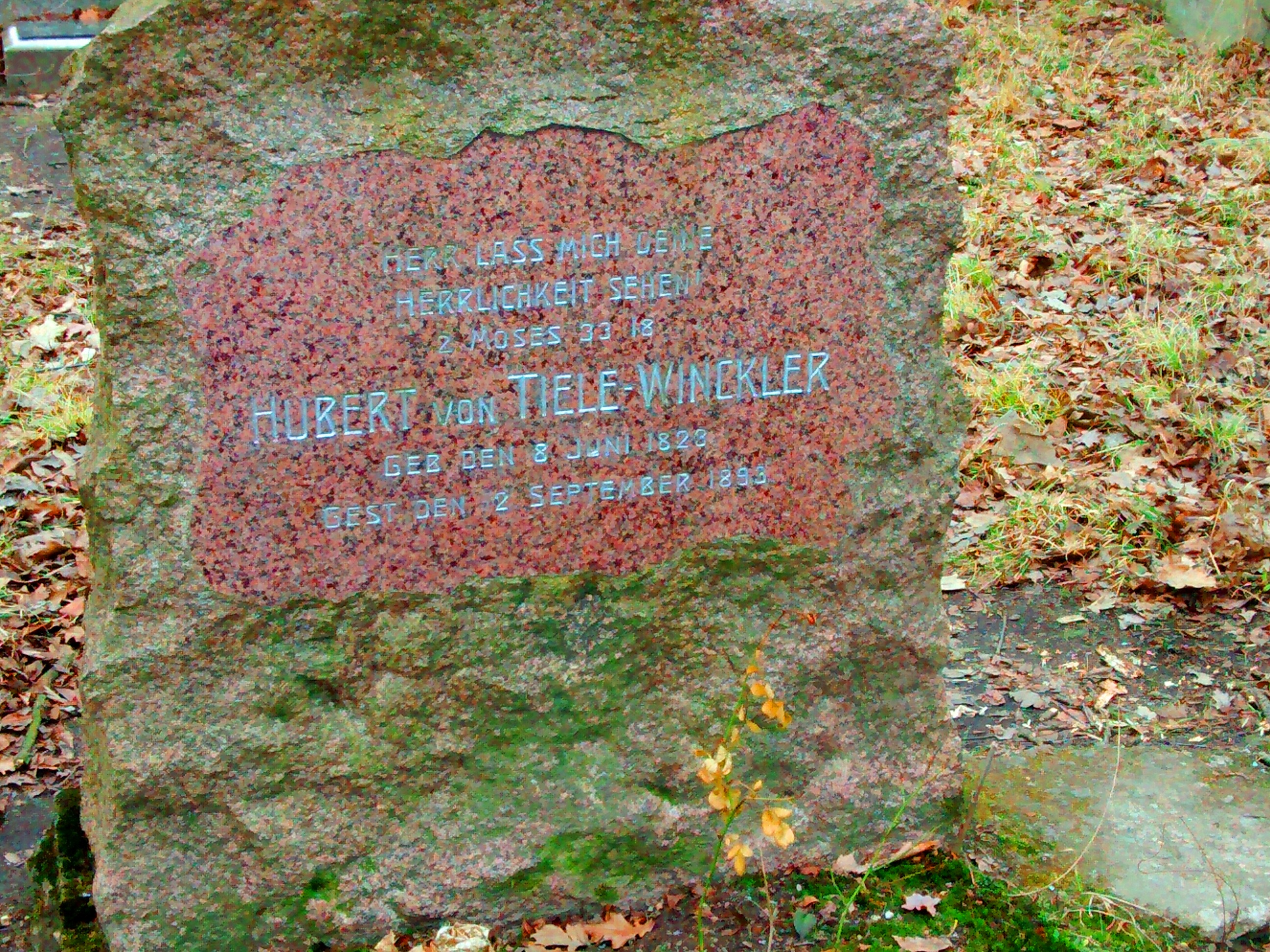
Grób Huberta Tiele-Wincklera na przypałacowym cmentarzu rodzinnym

Hubert Gustav Viktor von Tiele-Winckler (ur. 8 czerwca 1823 w Kominkach koło Reszla, zm. 12 września 1893 w Partenkirchen) – niemiecki szlachcic, właściciel dóbr katowickich, ojciec Franza Huberta i Evy von Tiele-Winckler.
Hubert von Tiele służył w wojsku pruskim na Górnym Śląsku jako podporucznik. W 1854 jego żoną została Waleska von Winckler – córka Franza von Wincklera, właściciela m.in. Miechowic i Katowic. Dzięki temu uzyskał prawo używania nazwiska i herbu żony (połączenie nazwisk i herbów von Tiele-Winckler według nadania ks. von Mecklemburg-Schwerin z 6 grudnia 1854). Od 1863 był właścicielem Kujaw koło Prudnika; od 1866 – miejscowości Moszna. W 1892 wielki książę meklemburski Fryderyk Wilhelm zatwierdził utworzenie przez Huberta majoratu, w którego skład weszły 33 górnośląskie posiadłości ziemskie. Po śmierci żony ożenił się powtórnie 14 marca 1883 z Rożą von der Schulenberg. Umarł w Partenkirchen, pochowano go w Miechowicach (obecnie dzielnica Bytomia), następnie grób przeniesiono do Mosznej. Hubert był teściem pruskiego ministra i starosty katowickiego Hansa Hermanna von Berlepscha.
W 1857 r. Hubert von Tiele-Winckler otworzył hutę „Hubertus” (obecnie huta „Zygmunt”) w Łagiewnikach (obecnie dzielnica Bytomia).